# Турмыши
Ту́рмыши (чув. Тӑрмӑш — бороться, состояние, имение) — село, расположенное в Янтиковском районе Чувашской Республики. Административный центр Турмышского сельского поселения.

## История
В Писцовой и межевой книге города Свияжска и уезда 1565—1567 годов упоминается, что при межевании к деревне Нороваш приписаны земли деревни Турмушева за сыновьями князя Ольгова. Из жителей деревни названы три человека: Кунгур, Карачур и Бориска Шерваузов — хозяин водяной мельницы.
Лишившись своих земель жители деревни Турмыши вынуждены были переселиться из окрестностей урочища Чёрные ключи (Хура çăл) в другое место. В результате одна группа жителей, переправившись на правый берег речки Турмышка, основала деревню Латышево. Другая ушла вверх по течению речки и на лесной поляне обосновала новое поселение Турмыш. Первоначально селились вдоль правого берега речки, с ростом количества жителей, начали ставить жилища и на левом побережье. В ландратской переписи 1712 года деревня обозначена из двух частей: Большой Турмыш и Малый Турмыш.
В начале XVII века 19 семей переселились на территорию ныне Яльчикского района и на берегу реки Малая Ерыкла основали деревню Уразмаметево (чув. Тăрмăш).
В архивных документах до конца XIX века значится как одна деревня — Турмыши. В начале XX века называется селом.
В 1929—1930 годах часть жителей отделилась и основала деревни Хучель и Новые Турмыши (чув. Микушка), ныне в Канашском районе.

## География
Село расположено в западной части Янтиковского района. По северной окраине проходит автодорога республиканского значения «Аниш». Расстояние до Чебоксар 96 км, до райцентра 8 км, до ж.д. станции г. Канаша 12 км.

## Административно-территориальное деление
С образованием Свияжского воеводства деревня вошла в состав Муратовского стана. В 1727—1850 годах — в составе Темешевской волости Свияжского уезда, в 1850—1880-х — в Старо-Тябердинской (Тюмеревской) волости, в 1880—1927-х — в Архангельско-Янтиковской (Янтиковской) волости Цивильского уезда Казанской губернии, в 1927—1935-х и 1962—1965 годах — Канашского района Чувашской АССР, в 1935—1962-х и с 1965 года — в составе Янтиковского района.

## Население
Жители — чуваши, несколько семей (точно неизвестно) — русские. До 1724 года — ясачные, до 1866-го — государственные крестьяне, занимались земледелием, животноводством, кожевенным, бондарным промыслами.
Количество дворов и жителей.
| годы    | К-во дво- ров      | Количество жителей | Количество жителей | Количество жителей          | Источник                                   |
| годы    | К-во дво- ров      | мужчин             | женщин             | всего                       | Источник                                   |
| 1710    | Б. Т. -16 М.Т. -11 |                    |                    |                             | РГАДА, Ф.350, оп.1, д. 360, л. 187,191 об. |
| 1721*   | Б.Т. -21           | 138                |                    | 138                         | РГАДА,                                     |
| 1721*   | М.Т.-15            | 103                | 103                | ф.350,оп. 2,д.2978,ч.2, лл. |                                            |
| 1721*   | всего              | 241                | 241                | 972-975, 980-982.           |                                            |
| 1747*   | Б.Т. – 48          | 144                |                    | 144                         | РГАДА, ф.350, оп.2, д.2986.                |
| 1747*   | М.Т.- 42           | 115                | 115                |                             | РГАДА, ф.350, оп.2, д.2986.                |
| 1764    | Б.Т. –             | 120                | 126                | 246                         | Там же,                                    |
| 1764    | М.Т. -             | 102                | 92                 | 194                         | д. 3002                                    |
| 1795    | Б.Т. - 50          | 154                | 158                | 312                         | ГИА ЧР, ф.145, оп.1, д. 431,               |
| 1795    | М.Т. - 40          | 139                | 142                | 281                         | л.133.                                     |
| 1795    | всего 90           | 293                | 300                | 593                         | Там же, л.1370.                            |
| 1811    | Б.Т. - 40          | 174                | 174                | 348                         | ГИА ЧР, ф.145, оп.1, д. 431,               |
| 1811    | М.Т. - 49          | 140                | 140                | 280                         | л.127-133.                                 |
| 1811    | всего 89           | 314                | 314                | 628                         | Там же, л.1365-1370.                       |
| 1816    | Б.Т. - 44          | 167                | 186                | 353                         | Там же, д.498, л. 94-109                   |
| 1816    | М.Т. - 55          | 142                | 166                | 308                         | Там же, л. 323-342.                        |
| 1816    | всего 99           | 309                | 352                | 661                         | Там же, л. 323-342.                        |
| 1850    | Б.Т. - 69          | 217                | 224                | 441                         | Там же, д.1192, л.243-271                  |
| 1850    | М.Т. - 65          | 187                | 200                | 387                         | Там же, л.273-298.                         |
| 1850    | всего 134          | 404                | 424                | 828                         | Там же, л.273-298.                         |
| 1858    | Б.Т. - 69          | 250                | 258                | 508                         | Там же, д.1331 , л.246-280                 |
| 1858    | М.Т. - 62          | 213                | 188                | 401                         | Там же, л.281-310.                         |
| 1858    | всего 131          | 463                | 446                | 909                         | Там же, л.281-310.                         |
| 1871    | Б.Т. – 95          | 309                | 376                | 685                         | Там же, ф.53, оп.1, д.389.                 |
| 1871    | М.Т. – 70          | 228                | 265                | 493                         | Там же, д.396.                             |
| 1871    | всего 165          | 537                | 541                | 1178                        | Там же, д.396.                             |
| 1888    | Б.Т. – 72          | 447                | 426                | 872                         | Там же.                                    |
| 1888    | М.Т. – 65          | 297                | 333                | 630                         | Там же.                                    |
| 1888    | всего137           | 744                | 759                | 1502                        | Там же.                                    |
| 1897    | 294                | 736                | 801                | 1537                        | Там же, ф.165, оп.1, д.3.                  |
| 1907    | 359                | 947                | 933                | 1880                        | Там же, ф.53, оп.1, д.1380.                |
| 1922    | 387                | 910                | 994                | 1904                        | Там же, ф.118, оп.5, д.55.                 |
| 1933**  |                    | 1272               | 1522               | 2794                        | Янт. РА, ф.53, д.10.                       |
| 1950**  | 563                | 913                | 1372               | 2285                        | Янт.РА, ф.53, д.41.                        |
| 1954    | 469                | 915                | 1161               | 2076                        | Там же, д. 58.                             |
| 1976*** | 656                |                    |                    | 2322                        | Доклад к 50-л. к-за                        |
| 1979*** | 648                |                    |                    | 2235                        | Там же.                                    |
| 2007    | 530/62             |                    |                    | 1504/30                     | Данные сель. адм.                          |
| 2012    | 555                |                    |                    | 1697                        | Похозяйст. книга 2012 г.                   |
| 2018    | 590                | 777                | 761                | 1538                        | Похозяйст. книга 2018 г.                   |

*в 1721, 1747 годах в переписи количество женщин не указано.
**в 1933 и 1950 годах – данные вместе с деревнями Новые Турмыши и Хучель. В 1950 году они отошли в состав Сугайкасинского сельсовета Канашского района.
***1976, 1979 года — вместе с деревней Латышево.
За 2007 год в знаменателе указано: хозяйства дачников, количество незарегистрированных жителей.
За 2012 год — с учётом дачников.

## Экономика
Натуральное хозяйство. В 1881 году в деревнях Большие и Малые Турмыши работали две водяные мельницы с годовым доходом 10 и 12 руб. соответственно; питейное заведение — 25 руб. (работало все дни кроме воскресных и табельных. В 1896 году — хлебозапасный магазин, крупорушка, кузница, мелочная лавка, четыре водяных мельниц. В 1906 году — две общественные мельницы (в аренде) и одна частная, также три ветряных мельниц.
В 1886 году в 242 крестьянских хозяйствах содержалось 458 лошадей, в том числе одна семья имела 7 лошадей, две семьи — по 6, в 87 хозяйствах — 174, а 20 хозяйств не имели лошадей. В 1922 году в 387 хозяйствах было 188 лошадей, т.е. их имели 45,7%. В 1926 году создано ТОЗ «Шавканись» (по названию местности, где расположены земельные наделы крестьян). Но не было необходимой материальной базы и опыта ведения коллективного хозяйства, в результате ТОЗ распалось.
В 1930 году создан колхоз «Турмыши». В 1932 году он был переименован в промколхоз имени Ленина. В составе было два сектора: сельскохозяйственный и промышленный, который занимался переработкой лесоматериалов (впоследствии - промартель имени Ворошилова). Основная проблема, как и во многих колхозах — частая смена руководства. За 5 лет сменилось 12 председателей. Тем не менее колхоз находился в числе передовых в районе.
В 1938 году промартелью было изготовлено 7941 бочковой комплект, 1685 бочек, 90 единиц разной мебели, 14 101 единица глиняных горшков и чашек, 28 201 обруч, 25 259 единиц кулей и рогожи и др. В 1946—1950 годах колхоз был разделён на два – имени Ленина и имени Сталина.
В 1937—2007 годах в составе колхоза работал Янтиковский госсортоучасток (ГСУ), обеспечивал сортовыми семенами с/х культур колхозы и совхозы Янтиковского, Урмарского, Канашского районов.
С 1999 году функционировали СХПК имени Ленина, 5 фермерских хозяйств и индивидуальных предпринимателей (ИП), 5 магазинов.

## Социальная инфраструктура
Состоит из 4-х околотков: Шуркаç, Мишер, Шаланк, Анаткас. Улицы: Лесная, пер. Лесной, Ленина, Южная, Чебоксарская, Энгельса, Октябрьская, Чапаева, Л. Толстого, Садовая, пер. Садовый, Восточная, Мира, Сеспеля, Полевая, К. Маркса, Ярославского, Весенняя, Зелёная, Суворова, Советская, Володарского, Мичурина, А. Николаева, Плеханова, Молодёжная, пер. Молодёжный, Северная.
Школа грамоты открыта в 1884 году, с 1896-го — начальное земское училище, с 1934-го — неполная средняя школа (НСШ), с 1966-го — средняя (СОШ).
В 1932 году открыт трахоматозный пункт, в 1935 году — фельдшерско-акушерский пункт (ФАП), с 2003 года — офис врача общей практики.
Народная библиотека — с 1910 года, с 1935-го — сельская библиотека, с 2005-го — модельная библиотека.Сельский клуб — с 1935 года, с 1975-го — дом культуры. 
В 1955 году сельскому хору присвоено звание «Народный».
Историко-краеведческий музей в здании средней школы открыт в 2005 году.
Церковь святого Николая построена на народные средства в 1902 году. Закрыта в 1935 году, вновь построена и освящена митрополитом Варнавой в 2004 году.
Часовня была установлена после христианизации населения в 1745 году у родника, где было проведено крещение. Часовня впоследствии была разрушена. В 2017 году была открыта новая часовня у крещенской купели.

## Памятники и достопримечательности
Памятник погибшим воинам в Великой Отечественной войне был установлен в 1965 году. Вместо старого в 1990 году был установлен новый, где во время мероприятий зажигается «Вечный огонь». В 2011 году у памятника установлена 200-милиметровая пушка, в 2017 году открыта стела «Пограничный столб» в честь военнослужащих Пограничных войск и ветеранов боевых действий в мирное время.
Чёрные ключи — государственный памятник природы Чувашской АССР.
Чашлама — родник с бурным потоком. С крутого левого берега реки Вере стекает несколькими протоками родниковая вода. Раньше журчание падающей воды тихими летними вечерами было слышно в деревне.
Каменный столб – на южном склоне горы Киремет. Высота столба — 1,8 м, ширина — 1,2 м, толщина — 0,8 м. Исследователи предполагают, что когда-то камень был установлен в честь основателей деревни в начале XVI века суварами.
Провалы карстового происхождения — цепочка из семи провалов (озёр в весеннее время). Расположены на границе земель деревни Латышево и села Турмыши. Сохранилась легенда о незавидной доле чувашской женщины в старину. Шёл свадебный кортеж из семи повозок. Невесту насильно выдавали замуж, и она всю дорогу плакала. Сквозь слёзы невеста произнесла: «Лучше провалиться сквозь землю, чем быть женой нелюбимого человека». Тут произошло неожиданное: все семь подвод проглотила земля. Так образовалась цепочка из семи озёр – слёз несчастной девушки.
Реки и водоёмы. Земли и угодья села расположены среди речушек и оврагов, которые составляют пойму реки Турмышки. Наиболее крупные притоки: Вере (Вĕре), Большой овраг (Аслă çырма). Впадает в реку Аль. Общая длина вместе с притоками — более 20 км. В своём течении имеет речки и овраги Утар çырми, Таканаллă çырма, Ситюк, Павар, Шавканиç, Çăл çырми, Пепе, Йÿçлĕ вар, Палмата, стекают воды Черных ключей.
Приток Вере берет начало в лесном массиве восточнее горы Канаш. Наиболее крупный приток – Чиде (чув. Чечеш, от женского имени); мелкие: Хучел çырми, Тарăн çырма, с высокого берега стекают воды родника Чашлама, впадает в реку Турмышку в урочище Петрушка.
Большой овраг состоит из балок Аванка, Черемшан, Сахарка, Смилке, Палан, Уйпуç, огибает восточную окраину деревни Латышево, где пополняется водой из множества родников. Наиболее приметные места: Ăсан уйĕ, Вăрăм çурт, Йÿçлĕ вар, Каяка, Курăс кÿлли, Лашман, Матрус çаранĕ, Мелкÿче, Мишак айлăмĕ, Рахман, Упрук çĕрĕ, Хыркут, Чулкаç, Чышка, Шапан тăвайкки, Ялум.

## Известные уроженцы
- Буинцев Николай Васильевич — работник правоохранительных органов;

- Григорьев Петр Григорьевич — первый директор Турмышинской неполной средней школы, первый житель села с высшим образованием;

- Разин Иван Павлович — первый заведующий Турмышинским начальным земским училищем, народный учитель;

- Ушаков Эдуард Сергеевич — почётный краевед, народный академик Чувашской Республики.

### Учёные
- Адрианов Валерьян Николаевич — агроном, кандидат сельскохозяйственных наук;

- Адрианов Станислав Николаевич — агроном, доктор сельскохозяйственных наук;

- Кузнецов Александр Валерьянович — кандидат филологических наук;

- Николаев Борис Владимирович — кандидат сельскохозяйственных наук;

- Романова Юлия Федоровна — кандидат филологических наук;

- Сидоров Константин Гаврилович — кандидат медицинских наук;

- Ушмарин Николай Филиппович — кандидат технических наук;

- Чкалов Валерий Денисович — кандидат педагогических наук;

- Шакина Ольга Васильевна — кандидат экономических наук.

Удостоенные почётного звания «Заслуженный»
- Петухов Владимир Димитриевич — заслуженный агроном ЧАССР (1960);

- Николаев Владимир Николаевич — заслуженный механизатор ЧАССР (1962);

- Степанов Анатолий Степанович — заслуженный работник сельского хозяйства ЧАССР (1962);

- Ярадаева Анна Максимовна — заслуженный ветеринарный врач ЧАССР (1966), РСФСР (1970);

- Ялугин Василий Яковлевич — заслуженный механизатор ЧАССР (1970);

- Матвеев Филипп Васильевич — заслуженный работник культуры ЧАССР (1972), РСФСР (1978);

- Суракин Михаил Алексеевич — заслуженный механизатор ЧАССР (1977);

- Ушаковский Сергей Сергеевич — заслуженный работник торговли ЧАССР (1977);

- Капитонов Пётр Михайлович — заслуженный работник сельского хозяйства ЧАССР (1979);

- Шакина Мария Михайловна — заслуженный работник сельского хозяйства ЧАССР (1980);

- Васильев Александр Георгиевич — заслуженный деятель искусств ЧАССР (1981), РФ (2008);

- Димитриев Николай Владимирович — заслуженный артист ЧАССР (1981), народный артист ЧАССР (1990);

- Павлов Григорий Николаевич — заслуженный учитель ЧАССР (1981);

- Леонидова Нина Александровна — заслуженный работник культуры ЧАССР (1981);

- Иванов Иван Иванович — заслуженный строитель ЧАССР (1982);

- Ушмарин Владимир Иванович — заслуженный изобретатель ЧАССР (1982);

- Михайлова Венера Евгеньевна — заслуженный врач ЧАССР (1982), РФ (1995);

- Семёнов Иван Дмитриевич — заслуженный механизатор ЧАССР (1983);

- Петрова Наталья Петровна — заслуженный работник культуры ЧАССР (1985);

- Капитонов Владимир Петрович — заслуженный механизатор ЧАССР (1986);

- Ушмарин Василий Иванович — заслуженный агроном ЧАССР (1987);

- Адрианов Владимир Николаевич — заслуженный учитель ЧАССР (1990);

- Поликарпов Владимир Иванович — заслуженный работник физической культуры и спорта ЧАССР (1990);

- Григорьев Юрий Павлович — заслуженный деятель искусств Чувашской Республики (1993);

- Васильев Вячеслав Георгиевич — заслуженный строитель Чувашской Республики (1995);

- Антонов Анатолий Сергеевич — заслуженный деятель музыкального общества ЧАССР (1995);

- Капитонова Евгения Ниловна — заслуженный деятель музыкального общества ЧАССР (1995);

- Сидоров Вячеслав Гаврилович — заслуженный деятель музыкального общества ЧАССР (1995), заслуженный деятель чувашской этнокультуры (2018);

- Платонов Герман Николаевич — заслуженный работник общего образования ЧР (2001), заслуженный тренер Чувашской Республики (2001);

- Симушкина Валентина Николаевна — заслуженный работник здравоохранения ЧР (2001);

- Казаков Николай Нилович — заслуженный деятель искусств Чувашской Республики (2002);

- Разин Владимир Ильич — заслуженный учитель Чувашской Республики (2002);

- Шакин Валерий Павлович — заслуженный врач Чувашской Республики (2003);

- Аввакумова Людмила Петровна — заслуженный работник социальной защиты населения ЧР (2005);

- Иванов Сергей Петрович — заслуженный артист Чувашской Республики (2008), народный артист Чувашской Республики (2017);

- Разин Александр Алексеевич — заслуженный работник кабельной промышленности (2008);

- Капитонова Лидия Николаевна — заслуженный врач Чувашской Республики (2012);

- Кротова (Тихонова) Эльвира Владимировна — заслуженный учитель Архангельской обл. (2015);

- Матросова Елена Николаевна — заслуженный работник культуры Чувашской Республики (2015);

- Щетинина Алевтина Андреевна — заслуженный работник культуры Чувашской Республики (2016);

- Матросов Валерий Николаевич — заслуженный врач Чувашской Республики (2017);

- Степанов Николай Петрович — заслуженный работник физической культуры и спорта Чувашской Республики (2019).

### Мастера и кандидаты в мастера спорта
- Поликарпов Владимир Иванович — кандидат в мастера спорта СССР по легкой атлетике (1962);

- Чкалов Валерий Денисович — мастер спорта СССР по легкой атлетике (1972);

- Семёнов Валерий Иванович — мастер спорта СССР по биатлону (1979), мастер спорта СССР по военному троеборью (1983);

- Григорьев Владимир Павлович — мастер спорта СССР по велоспорту (1980);

- Афанасьев Александр Ильич — кандидат в мастера спорта СССР по русским шашкам (1987);

- Павлов Владимир Иванович — кандидат в мастера спорта СССР по лыжным гонкам (1988);

- Разин Николай Алексеевич — кандидат в мастера спорта СССР по русским шашкам 1989;

- Семёнов Василий Геннадьевич — мастер спорта международного класса по русским шашкам (1998);

- Владимиров Юрий Ильич — мастер спорта Российской Федерации по русским шашкам (2017).

## Герб
Герб села утверждён Решением Собрания депутатов Турмышского сельского поселения от 9 апреля 2013 года №28/1 "Об утверждении эскиза Герба села Турмыши". Автор - уроженец села Владимир Ильич Разин.
1. В центре щита на фоне полуовальной фигуры - символ каланчи, которая в течение многих лет была своего рода «брендом» села.
2. Полуовальная фигура – символ камня, установленного предположительно в память основателям деревни.
3. Две названные фигуры символизируют связь времён: древнее и недавнее прошлое нашего села.
4. Щит разделен на четыре части – это четыре околотка: Шуркаc, Мишер, Шаланк, Анаткас, из которых состоит село четыре деревни, выделившиеся из с. Турмыши: Латышево, Уразмаметево, Хучель, Новые Турмыши.
5. Горизонтальная кривая – символизирует речку Турмышку, разделяющую село на две половины.
6. Над щитом расположена красно-жёлтая лента с надписью названия села на чувашском языке.
7. Обрамляет щит, похожая на арфу фигура, напоминающая также элемент национальной чувашской вышивки.
8. Элемент арфы и пузырь (сaрнай) - в честь музыкальных достижений уроженцев села.
9. Дубовые листья - знак того, что селение основано в лесу, что в наших краях были дубовые (корабельные) рощи.

10. Колосья - знак земледелия, чем жители занимаются испокон веков.